# Манекшоу, Сэм
Сэм Манекшоу (англ. Sam Manekshaw; 3 марта 1914 — 27 июня 2008) — известный индийский военный деятель, фельдмаршал, отличился во время войны за независимость Бангладеш. Скончался в Веллингтоне на 95 году жизни от пневмонии. У него осталось две дочери и трое внуков.

## Биография
Сэм Манекшоу родился 3 апреля 1914 года в Амритсаре в семье парсов. Его отец работал врачом. Сэм недолгое время изучал медицину в Шервудском колледже, но затем бросил его ради индийской военной академии в Дехрадуне. Он был прикреплён к Королевскому шотландскому полку. В 1937 году Сэм встретил свою будущую жену Силу Боде в Лахоре, на которой он женился в 1939 году. Силу умерла в 2001 году.
Сэм Манекшоу участвовал во Второй мировой войне в звании капитана Британской индийской армии. Манекшоу был тяжело ранен 22 февраля 1942 года во время контрнаступления японцев на реке Ситаун в Бирме, но он продолжил сражаться пока не упал без сознания.
Опасаясь худшего, командир британцев генерал-майор Дэвид Теннант Кован, наградил раненного Манекшоу своим собственным Военным крестом и сказал: «Мёртвого нельзя наградить Военным крестом». Но молодой офицер выжил и его военная карьера пошла в гору. Манекшоу оправился от ран и вернулся в Бирму, где в конце войны вновь получил ранение.
В 1947 году он получил звание полковника и руководил индийскими подразделениями во время первой индо-пакистанской войны.
В 1961 году у него возникли серьёзные разногласия с министром обороны Индии, Кришной Меноном. В следующем году началась китайско-индийская пограничная война. Индия провалила начало войны и Кришна Менон подал в отставку. Премьер-министр Джавахарлал Неру приказал генералу Манекшоу возглавить контрнаступление. Сэму Манекшоу удалось реорганизовать индийские войска и сдержать наступающие силы китайской армии. Обе страны объявили о прекращении огня.
В 1971 году началась третья индо-пакистанская война, которая закончилась созданием Бангладеш. Генерал Манекшоу твёрдо сопротивлялся требованиям премьер-министра Индиры Ганди вступить в войну с Пакистаном весной 1971 года. Он настаивал, что военную кампанию необходимо отложить до окончания сезона муссонов.
Незадолго до начала войны, Индира спросила у Сэма Манекшоу: «Генерал, вы готовы к войне?» Он ответил: «Я всегда готов, милая». Меньше чем через три недели Пакистан потерпел поражение. После этого военного триумфа генерал Манекшоу стал национальным героем, а его имя — нарицательным. В 1973 году, за две недели до выхода на пенсию, он стал первым в истории фельдмаршалом Индии.
Как и многие офицеры его поколения, он питал любовь к британской военной традиции. Сэм всегда просыпался в 5:30 утра, любил выпить рюмку виски, слушать новости Би-би-си и возиться в своём саду перед уходом на работу.